# En värld utan slut
En värld utan slut (originaltitel: World Without End), är en historisk roman av Ken Follett utgiven år 2007. Det är uppföljaren till Svärdet och spiran.

## Handling
Året är 1327 och det är 150 år efter händelserna i "Svärdet och spiran". Kingsbridge blomstrar men hotas av digerdöd och krig. Fyra barn blir vittne till ett brutalt övergrepp på en riddare, något som präglar dem för resten av livet.